# La Corrida - Dilettanti allo sbaraglio
La Corrida - Dilettanti allo sbaraglio è un programma televisivo italiano di genere talent show e varietà, ideato da Corrado e dal fratello Riccardo Mantoni, precedentemente in onda in radio sul Secondo Programma dal 4 gennaio 1968 al 1º gennaio 1977 e dal 2 settembre 1978 al 7 luglio 1979 ed in televisione, a periodi alterni, dal 5 luglio 1986. Andato in onda inizialmente su Canale 5, il programma è stato condotto dal 1986 al 1997 da Corrado, dal 2002 al 2009 da Gerry Scotti e nel 2011 da Flavio Insinna. Nel 2018, a cinquant'anni dalla prima edizione radiofonica, il programma è ritornato in onda su Rai 1 con la conduzione di Carlo Conti, venendo poi riconfermato anche nel 2019 e nel 2020, anno in cui è stato tuttavia annullato dopo due sole puntate a causa della pandemia di COVID-19. Dal 2024 il programma torna in onda sul Nove con la conduzione di Amadeus.

## Il programma
Capostipite dei moderni talent show, il programma è simile ad una classica festa paesana, in cui 10 concorrenti si esibiscono con canzoni, balli, poesie e spettacoli fantasiosi. Le esibizioni vengono giudicate unicamente dal pubblico in studio: se l'esibizione piace i concorrenti ricevono applausi, se l'esibizione non piace il pubblico può fischiare, urlare, battere mestoli di legno su pentole e produrre altri rumori con vari oggetti. Al contrario di quanto avvenuto per altri programmi radiofonici, che hanno perso successo una volta portati sul piccolo schermo, le versioni televisive de La Corrida hanno sempre ricevuto alti ascolti, grazie sia alle esibizioni dei suoi concorrenti, alla capacità ironica e autoironica del suo storico conduttore Corrado e dei siparietti comici con il direttore d'orchestra Roberto Pregadio. 
Corrado, agli esordi della sua lunga carriera negli anni quaranta, apprese, fra gli altri, da Cesare Zavattini e Alessandro Blasetti, lezioni che applicò visibilmente al programma, concepito con il fratello Riccardo Mantoni: si pensi all'incipit, interpretato da Corrado, del film Bellissima di Luchino Visconti, che riassume l'intero film, e sembra anticipare La Corrida di ben 17 anni. Già durante le ultime puntate del Tappabuchi, nel 1967, Corrado invitava i concorrenti del "gioco della busta" a un'estemporanea esibizione dilettantistica.
Tra i concorrenti che hanno preso parte alle varie edizioni sia radiofoniche che televisive della Corrida figurano Gigi Sabani, Neri Marcorè ed Emanuela Aureli.

## Caratteristiche del programma
(Frase con cui Corrado introduceva le pause pubblicitarie nella versione televisiva del programma)
- Ad ogni entrata di un concorrente vi era un jingle jazz, differente in base al sesso maschile o femminile del concorrente (per i gruppi misti veniva utilizzato il jingle femminile); nel 2011 venne utilizzato solo il jingle femminile, con vari riadattamenti per entrambi i sessi e, al termine delle pause pubblicitarie, il corpo di ballo eseguiva una coreografia sulle stesse note introducendo, coralmente, il nuovo concorrente. Dal 2018 al 2020 tutti i concorrenti vennero introdotti con un riadattamento della storica sigla del programma. L'edizione del 2024 similmente prevede per tutti i concorrenti un unico motivetto.
- All'uscita di scena del concorrente vi era un altro jingle musicale, inizialmente diverso in funzione dell'esito dell'esibizione solo nella nota finale: in caso di cattiva prova terminava con una nota di trombone molto lunga, bassa e sfumata, se invece l'esibizione aveva dato esito positivo si concludeva con uno stacco acuto e "secco". Nel 2011 i concorrenti bocciati uscivano sulle note di una parodia di Cielito lindo, quelli applauditi su un riadattamento di Aggiungi un posto a tavola tratto dall'omonima commedia musicale. Nell'edizione del 2024, le cattive esibizioni sono congedate da un frammento della sigla iniziale con la nota di trombone sfumata, quelle buone da un frammento del jingle d'entrata.
- Per tutte le edizioni i succitati jingle musicali sono stati mandati in onda come esecuzioni pre-registrate dell'orchestra, eccetto che nell'edizione del 2011, in cui il complesso, diretto dal maestro Piero Pintucci, eseguiva dal vivo anche i vari stacchetti.
- In tutte le serie appariva, in un angolo dello schermo televisivo, un semaforo che indicava il momento del verdetto del pubblico. In origine il semaforo ricalcava l'aspetto dei classici semafori stradali, essendo disposto verticalmente ed avendo tre luci che si accendevano in sequenza, cioè prima rosso (attendere), poi giallo (prepararsi) e infine verde (applaudire o fischiare). Dal 2018 venne invece utilizzato un semaforo disposto orizzontalmente con cinque luci, simile ai semafori che regolano la partenza dei Gran Premi di Formula 1: le cinque luci appaiono inizialmente tutte spente (attendere), poi progressivamente si accendono in rosso una alla volta (prepararsi) e dopo qualche secondo diventano tutte verdi (applaudire o fischiare). Nell'edizione 2024-2025 si torna nuovamente al semaforo classico, posto al centro del lato sinistro dello schermo.
- Se un concorrente veniva giudicato in maniera molto negativa dal pubblico la regia mandava in onda suoni di cani abbaianti, oche che starnazzano, sirene di ambulanza e ragli di asino, mentre se un concorrente era molto apprezzato dal pubblico venivano mandati in onda suoni di campane a festa.
- A partire dall'edizione del 1992 vennero introdotti dei giochi telefonici per il pubblico da casa. Nel gioco del "mimo telefonico", il pubblico interveniva indovinando una canzone mimata a voce da uno dei presenti, scelto a caso da Corrado. Successivamente vennero introdotti altri giochi telefonici, come quello degli "Animali strani" (ed. 2002-2003), "Mi faccia il mestiere" (ed. 2004-2005) e “Ma che c'avrà di strano” (ed. 2006-2009). Nel 2011 i giochi per il pubblico vennero inizialmente eliminati, salvo poi essere reintrodotti prima con il gioco della "Fiaba dal divano" e successivamente con quello de "La ricetta imitata".
- In ogni puntata veniva scelta tra il pubblico una signora, la valletta del pubblico o valletta per una sera, che aiutava il presentatore nella conduzione del programma, accompagnando l'entrata dei concorrenti e presentandoli. Solo nel 2011 i concorrenti non erano presentati dalla valletta del pubblico ma dai ragazzi del corpo di ballo. Nel 2018 oltre alle consuete vallette, venne scelto per una sola puntata un valletto.
- Ad ogni puntata venivano scelte a caso alcune persone del pubblico che venivano portate in sala prove, in cui i coreografi del programma, prima Lucia Parise ed in seguito Manolo Casalino, insegnavano loro un balletto che sarebbe stato presentato al termine di tutte le esibizioni. Quest'usanza, caduta in disuso nel 2011 e 2024-2025, viene reintrodotta dall'edizione 2018, con le coreografie curate da Fabrizio Mainini.

## Esportazione del format
Il format, interamente creato in Italia, è stato acquistato anche all'estero, in Francia e in particolare in Spagna, dove è andato in onda su TVE con il titolo El semáforo dal 1995 al 1998. 
Nel dicembre 2017 il format è stato trasmesso anche in Polonia da TV4 col titolo Ja Cię kręcę.